# Tag question
Uma tag question é uma estrutura gramatical em que um período declarativo ou imperativo se torna um fragmento interrogativo (a «tag» ou «marca»). Por exemplo, na oração «You're John, aren't you?», a oração «You're John» é convertida numa pergunta pela tag «aren't you». O termo «question tag» é geralmente preferido por gramáticos britânicos, enquanto que suas contrapartes americanas preferem «tag question».

## Usos
Na maioria das línguas, tag questions são mais comuns no uso oral coloquial do que no uso escrito formal. Podem ser um indicador de cortesia, hedging, busca de consenso, ênfase e/ou ironia. Podem sugerir confiança ou falta de confiança; podem ser confrontacionais, defensivas ou hesitantes. Embora tenham a forma gramatical de uma pergunta, podem ser retóricas (sem se esperar uma resposta). Noutros casos, quando se espera uma resposta, elas podem diferenciar-se de perguntas diretas pelo facto de direcionarem o ouvinte a que resposta é desejada. Em ambientes legais, tag questions podem ser encontradas numa pergunta sugestiva. Segundo um advogado especialista infantil na NSPCC, crianças acham difícil responder a tag questions que não sejam de acordo com a expectativa do questionador a usar ou marcar uma pergunta.

## Formas
Question tags são formadas de várias formas, e muitas línguas dão uma escolha de formação. Nalgumas línguas a mais comum é uma palavra única ou uma locução fixa, ao passo que noutras é formada por uma construção gramatical regular.

### Formas com uma única palavra
Em muitas línguas, a question tag é uma declaração positiva ou negativa simples. O russo permite да? (sim) enquanto que o espanhol e o italiano usam ¿no? e no? respetivamente. Em indonésio, às vezes ya? (sim) é usado mas é mais comum dizer kan?, que provavelmente é uma contração de bukan (negação para substantivos).
Uma outra formação comum é comparável a certo? no português ou a correct? ou right? no inglês, no entanto, significa mais verdade, como a palavra prawda? em polaco, pravda? ou a partícula však? em eslovaco ou ¿verdad? em espanhol. Também ser usado numa forma negativa (não é verdade?!), como nieprawdaż? em polaco, nicht wahr? rm alemão ou ar ne? em lituano.
Pode ser usada simplesmente uma conjunção, como že? (isso). Várias outras palavras ocorrem em línguas específicas, como oder? (ou) em alemão, či? (ou, coloquialismo) em eslovaco e 吗 ma (literalmente que mas nunca usado da mesma maneira que se usa em português).
Um outro padrão é combinar afirmação e negação, como se pode ser feito em chinês, por exemplo, como 對不對 duì bù duì (correcto/não correct).
Algumas línguas têm palavras cuja única função é a de uma question tag. Em Scots e certos dialetos do inglês, eh? possui essa função. Dialetos no sul da Alemanha têm gell? (derivado dum verbo que significa ser válido/a), o português e o francês têm hein?, além de o português ter né? (na verdade é uma contração de não é).

### Formas gramaticalmente regulares
Em várias línguas, a tag question é construída baseada na forma interrogativa padrão. Em inglês e nas línguas celtas, esta interrogativa concordo com o verbo na oração principal, enquanto que noutras línguas a estrutura se fossilizou numa forma fixa, como n'est-ce pas ? (literalmente não é isso?) no francês.

#### Formas de marcação tag gramaticalmente produtivas
Formas de marcação tag gramaticalmente produtivas são formadas da mesma maneira que perguntas simples, a referir-se de volta ao verbo na oração principal e a concordar em tempo e pessoa (em línguas que possuem tal concordância). A tag pode incluir um pronome, tal como em inglês, ou não, como no caso do escocês gaélico. Se as regras para formar interrogativas requerem, o verbo na tag pode ser um auxiliar, como em inglês.

### Pontuação
Na maioria das línguas, uma tag question é separada de um período por uma vírgula (,). Em espanhol, que usa um ponto de interrogação invertido no início de pergunta, põe-se o ponto de interrogação invertido apenas na tag, e não no período inteiro:
- Estás cansado, ¿verdad? (Estás cansado, não estás?)

## Em inglês
Tag questions em inglês, quando têm a forma gramatical de uma pergunta, são atipicamente complexas, pois variam de acordo com ao menos três fatores: a escolha de auxiliar, a negação e o padrão de intonação. Isto é único entre as línguas germânicas, mas as línguas celtas operam de maneira muito similar.

### Auxiliar
A tag question em inglês é composta por um verbo auxiliar e um pronome. O auxiliar deve concordar com o tempo, aspeto e modalidade do verbo na oração anterior. Se o verbo está no present perfect (presente perfeito), por exemplo, a tag question usa has ou have; se o verbo está numa forma no present progressive (presente progressivo), a tag é formada com am, are, is; se o verbo estiver num tempo que normalmente não usa um auxiliar, como o present simple (presente simples), o auxiliar é tomada da forma enfática do; e se a oração tem um auxiliar modal, ele é repetido na tag:
- She has read this book, hasn't she?
- She read this book, didn't she?
- She's reading this book, isn't she?
- She reads a lot of books, doesn't she?
- She'll read this book, won't she?
- She should read this book, shouldn't she?
- She can read this book, can't she?
- She'd read this book, wouldn't she?
- She'd read this book, hadn't she?

Um caso especial ocorre quando o verbo principal é to be num tempo simples. Aqui a tag question repete o verbo principal, não um auxiliar:
- This is a book, isn't it?

### Tags balanceadas e não-balanceadas
Question tags em inglês existem tanto nas formas positivas quanto negativas. Quando não há uma ênfase especial, a regra de ouro frequentemente requer que um período positivo tenha uma tag negativa e vice-versa. Esta forma pode expressar confiança ou buscar confirmação para a opinião ou crença do questionador.
- She is French, isn't she?
- She's not French, is she?

Essas tag questions são referidas como balanced tag questions (tag questions balanceadas).
Unbalanced tag questions (tag questions não-balanceadas) são caracterizadas com uma oração positiva com uma tag positiva, ou uma oração negativa com uma tag negativa; estimou-se que numa conversa normal, 40–50 % das tags não são balanceadas. Tag questions não-balanceadas podem ser usadas para efeitos irónicos ou confrontacionais:
- Do listen, will you?
- Oh, I'm lazy, am I?
- Jack: I refuse to spend Sunday at your mothers' house! Jill: Oh you do, do you? We'll see about that!
- Oh! Making a stand, are we?

Tags não-balanceadas também ocorrem quando shall é usado para pedir confirmação duma sugestão:
- I'll make tea, shall I?
- Let's start, shall we? (não há uma versão interrogativa de let's, ent#ao aqui shall we é usado como se a oração fosse we shall start)

Padrões de negação podem apresentar variações regionais. No nordeste da Escócia, por exemplo, positivo com positivo é usado quando nenhum efeito especial é desejado:
- This pizza's fine, is it? (inglês padrão: This pizza's delicious, isn't it?)

Note as seguintes variações na negação quando o auxiliar é a forma I da cópula:
- Padrão/formal: Clever, am I not?
- Inglaterra (e América, Austrália etc.): Clever, aren't I?
- Escócia/Irlanda do Norte: Clever, amn't I?
- Dialetos não-standard: Clever, ain't I?

### Entonação
Tag questions em inglês podem ter um padrão de entonação crescente ou decrescente. Isso contrasta com o polaco, o francês ou o alemão, por exemplo, onde todas as tags crescem, ou com as línguas celtas, onde todas decrescem. Como regra, o padrão crescente no inglês é usado quando se solicita informação ou se motiva uma ação, isto é, quando algum tipo de resposta é necessária. Como perguntas normais de sim/não no inglês têm padrões crescentes (ex. Are you coming?), estas tags tornam um período gramatical numa pergunta de verdade:
- You're coming, aren't you?
- Do listen, will you?
- Let's have a beer, shall we?

O padrão decrescente é usado para enfatizar uma declaração. A declaração em si termina com um padrão decrescente, e a tag soa como um eco, a tornar o padrão mais forte. A maioria das tag questions em inglês têm este padrão decrescente.
- He doesn't know what he's doing, does he?
- This is really boring, isn't it?

Por vezes, a tag crescente vai com o padrão positivo com positivo para criar um efeito confrontacional:
- He was the best in the class, was he? (crescente: o falante está a desafiar essa tese, ou talvez a expressar um interesse inesperado)
- He was the best in the class, wasn't he? (decrescente: o falante defende essa opinião)
- Be careful, will you? (crescente: expressa irritação)
- Take care, won't you? (decrescente: expressa preocupação)

Por vezes, as mesmas palavras podem ter diferentes padrões, a depender da situação ou implicação.
- You don't remember my name, do you? (crescente: expressa surpresa)
- You don't remember my name, do you? (decrescente: expressa divertimento às custas de outrem, ou resignação)
- Your name's Mary, isn't it? (crescente: expressa incerteza)
- Your name's Mary, isn't it? (decrescente: expressa confiança)

É interessante que, como uma tag universal, a locução fixa innit (de «isn't it») do Multicultural London English (inglês multicultural de Londres) é unicamente usada com padrões decrescentes:
- He doesn't know what he's doing, innit?
- He was the best in the class, innit?

Por outro lado, as tag questions adverbiais (alright?, OK? etc.) são quase sempre encontradas como padrões crescentes. Uma exceção ocasional é surely.

### Outras formas
Além da forma padrão baseada em verbos auxiliares, há outras formas específicas a regiões particulares ou dialetos do inglês. Estas são geralmente invariáveis, independentes de verbo, pessoa ou negatividade.
A tag right? é comum em um número de dialetos por todo o RU e EUA, assim como no inglês indiano. É um exemplo de uma tag invariável que é preferida no inglês americano em vez de tags tradicionais.
As tags isn't it? e no? são usadas no inglês indiano.
A tag eh? é de origem escocesa e pode ser escutada pela maior parte da Escócia, Nova Zelândia, Canadá e o nordeste dos Estados Unidos. Na Escócia central (dentro e ao redor de Stirling e Falkirk), ela existe na forma eh no?, que é novamente invariável.
A tag or? é usada comummente no nordeste dos Estados Unidos e noutras regiões para diminuir a imposição de ofertas. Estas perguntas podem sempre ser logicamente completadas ao declarar o oposto da oferta, embora este efeito seja entendido intuitivamente por falantes nativos. Por exemplo:
- Would you like another drink, or (would you not)?
- Did you want to go to the park together, or (did you not want to go)?

A tag hey? (de origem do afrikaans e do neerlandês) é usada no inglês sul-africano.

## Em línguas celtas
Como o inglês, as línguas celtas formam tag questions ao ecoar o verbo da oração principal. As línguas goidélicas, entretanto, fazem pouco ou nenhum uso de verbos auxiliares, então é geralmente o verbo principal em si que reaparece na tag. Como no inglês, a tendência é ter uma tag negativa após uma oração positiva e vice-versa, mas tags não-balanceadas também são possíveis. Alguns exemplos do gaélico escocês:
(Aqui, eil e fhaca são formas dependentes dos verbos irregulares tha e chunnaic.)
- Is toil leat fìon, nach toil? – Gostas de vinho, não gostas?
- Tha i brèagha an diugh, nach eil? – O dia está agradável hoje, não está?
- Chunnaic mi e, nach fhaca? – Vi-o, não o vi?
- Thèid mi ga dhùsgadh, an tèid? – Irei acordá-lo, não irei? (não-balanceada em gaélico escocês)

Em galês, uma partícula especial on é usada para introduzir tag questions, que são então seguidas pela forma verbal flexionada. Ao contrário do inglês e das línguas goidélicas, o galês prefere uma tag positiva após uma declaração positiva, e negativa após negativa. Com o auxiliar bod, é a forma flexionada de bod que é usada:
- Mae hi'n bwrw glaw heddiw, on dydy? – Está a chover hoje, não está?
- Dydy hi ddim yn bwrw glaw heddiw, on nac ydy? – Não está a chover hoje, está?

Com as formas não-pretéritas flexionadas, a forma flexionada do verbo é usada:
- Doi di yfory, on doi? – Virás amanhã, não virás?

Com as formas pretéritas e perfeitas, a forma flexionada do verbo é usada:
- Canodd y bobl, on do? – A gente cantou, não cantou?
- Mae hi wedi ei weld o, on do? – Ela viu-o, não o viu?

Quando um elemento não verbal está a ser questionado, a partícula de pergunta ai é usada:
- Mr Jones, on dai? – Sr. Jones, não é? ou Mr Jones, on tefe?